# Service public fédéral Chancellerie du Premier ministre
Pour les articles homonymes, voir Chancellerie fédérale.
Le Service public fédéral (SPF) Chancellerie du Premier Ministre est un service public fédéral belge qui a été créé par arrêté royal, le 15 mai 2001. Le SPF Chancellerie assiste le Premier ministre dans la préparation, la coordination et l’exécution de la politique gouvernementale.
Le SPF Chancellerie informe sur les décisions politiques prises par le gouvernement et permet à la Belgique de transmettre une image de qualité dans le monde.
L’actuelle présidente du comité de direction est Arlin Bagdat depuis le 1er mai 2024.

## Histoire
Les Services du Premier Ministre ont été créés en 1918, lorsque le titre de Premier ministre a été utilisé pour la première fois en Belgique. En 2001, ces Services ont été transformés en un service public fédéral (SPF) dans le cadre du Plan Copernic. Il portait initialement le nom de « SPF Chancellerie et Services généraux ». En 2002, le nom a été changé en « SPF Chancellerie du Premier Ministre ».
Le « 16 rue de la Loi » est le siège officiel du gouvernement belge depuis 1944. Il est l'épicentre de la politique belge : non seulement la cellule stratégique (cabinet) et les services administratifs (SPF Chancellerie) du Premier ministre y sont installés, mais les conseils des ministres hebdomadaires et les conférences de presse du gouvernement fédéral s'y déroulent également.

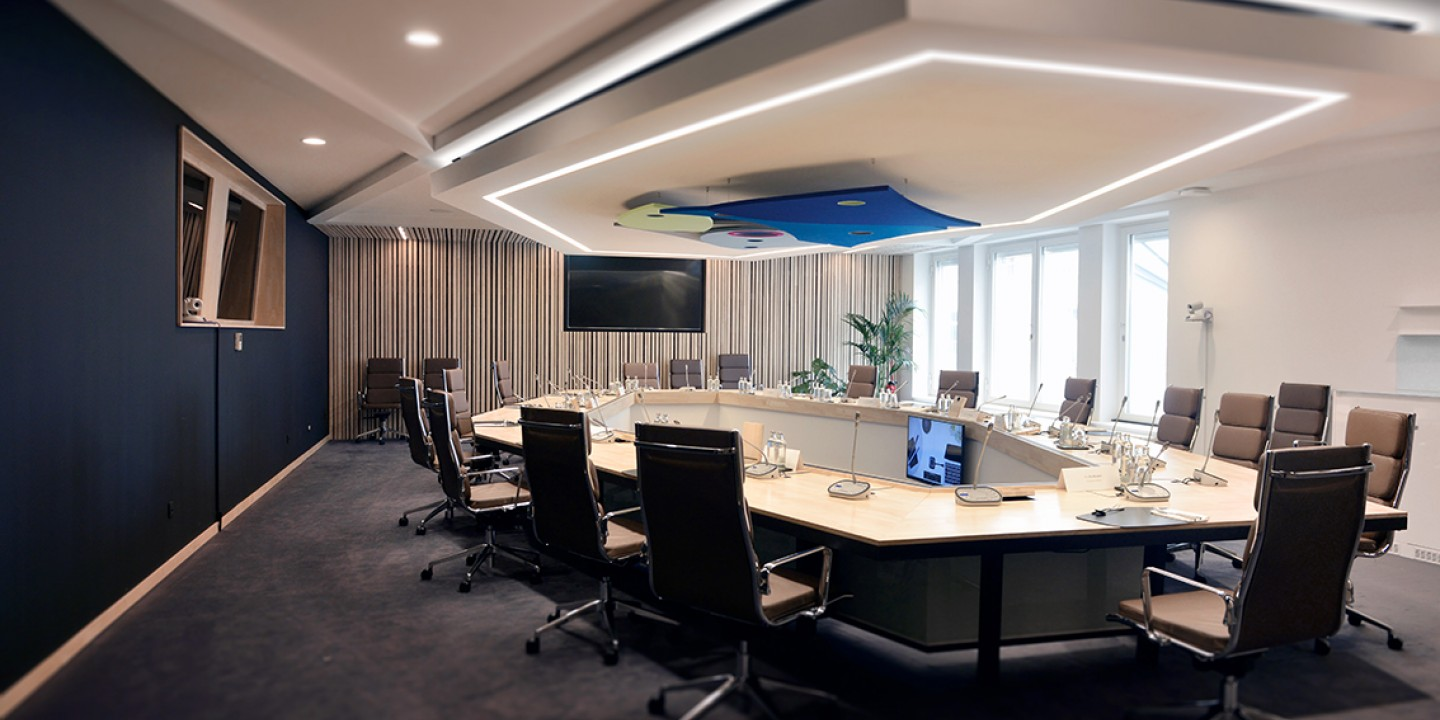
La salle du Conseil des ministres, dite salle Marie Popelin

## Missions
Les missions du SPF Chancellerie du Premier Ministre sont les suivantes :
- gérer les tâches administratives et logistiques liées à la préparation et au suivi des réunions du Conseil des ministres
- soutenir le Premier ministre dans ses fonctions de coordination et d'intégration fédérale et interfédérale de la politique et dans ses fonctions de membre du Conseil européen
- accompagner la communication du Premier ministre, du gouvernement fédéral et des institutions fédérales, en vue d’informer les citoyens et de communiquer les décisions et les actions des autorités publiques via divers canaux interactifs à l’attention des citoyens, journalistes, associations et entreprises
- renforcer l’image positive de la Belgique par des actions de communication menées en synergie et en collaboration avec ses partenaires belges, européens et internationaux
- assurer la tutelle des trois institutions culturelles fédérales suivantes : le Théâtre royal de la Monnaie, le Palais des Beaux-Arts et l'Orchestre national de Belgique
- offrir un appui administratif et logistique aux services créés auprès du SPF : l’Institut fédéral pour le développement durable (IFDD), le Centre pour la Cybersécurité Belgique (CCB), la Commission nationale permanente du Pacte culturel et le Comité d’audit de l’administration fédérale (CAAF)
- planifier les crédits et projets de la « Politique de siège », pour lesquels l’Etat fédéral agit comme Nation hôte au profit des organisations internationales

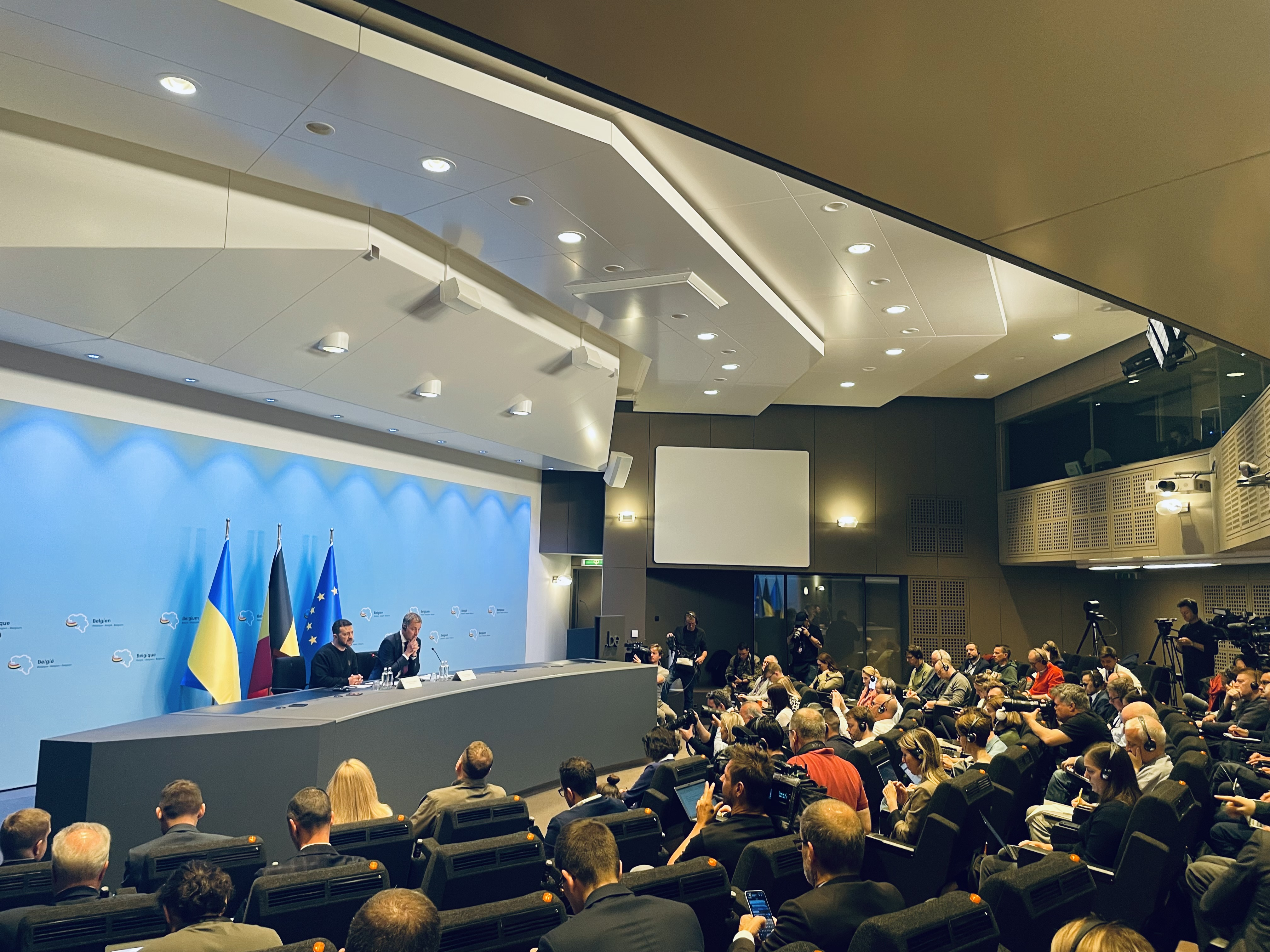
La salle de presse lors d’une visite du président ukrainien Volodymyr Zelensky en mai 2024

Dans ce cadre, le SPF fournit également de nombreux services aux autres institutions fédérales et au gouvernement fédéral, tels que la gestion de campagnes d’information, un soutien transversal en matière d’IT, l’enregistrement de noms de domaine, la mise à disposition d’une plateforme de diffusion de communiqués de presse, l’organisation d’événements et de cérémonies protocolaires, la coordination de la législation sur les marchés publics ou encore la mise à disposition de salles de conférence et de facilités au Résidence Palace - Centre de presse international et au château de Val Duchesse.

## Valeurs
Outre les valeurs fondamentales du cadre déontologique, qui s’appliquent à tous les membres du personnel fédéral, la Chancellerie dispose de ses valeurs propres : flexibilité, excellence et confiance.

## Structure
Le SPF Chancellerie comprend deux directions générales opérationnelles : la DG Secrétariats & Concertation et la DG Communication externe. Par ailleurs, il dispose également de services d’appui : ICT, Traduction, Personnel & Organisation, Budget & Contrôle de la gestion, Secrétariat & Logistique. Ceux-ci soutiennent également les services créés auprès de la Chancellerie, les institutions culturelles fédérales et la Politique de siège.

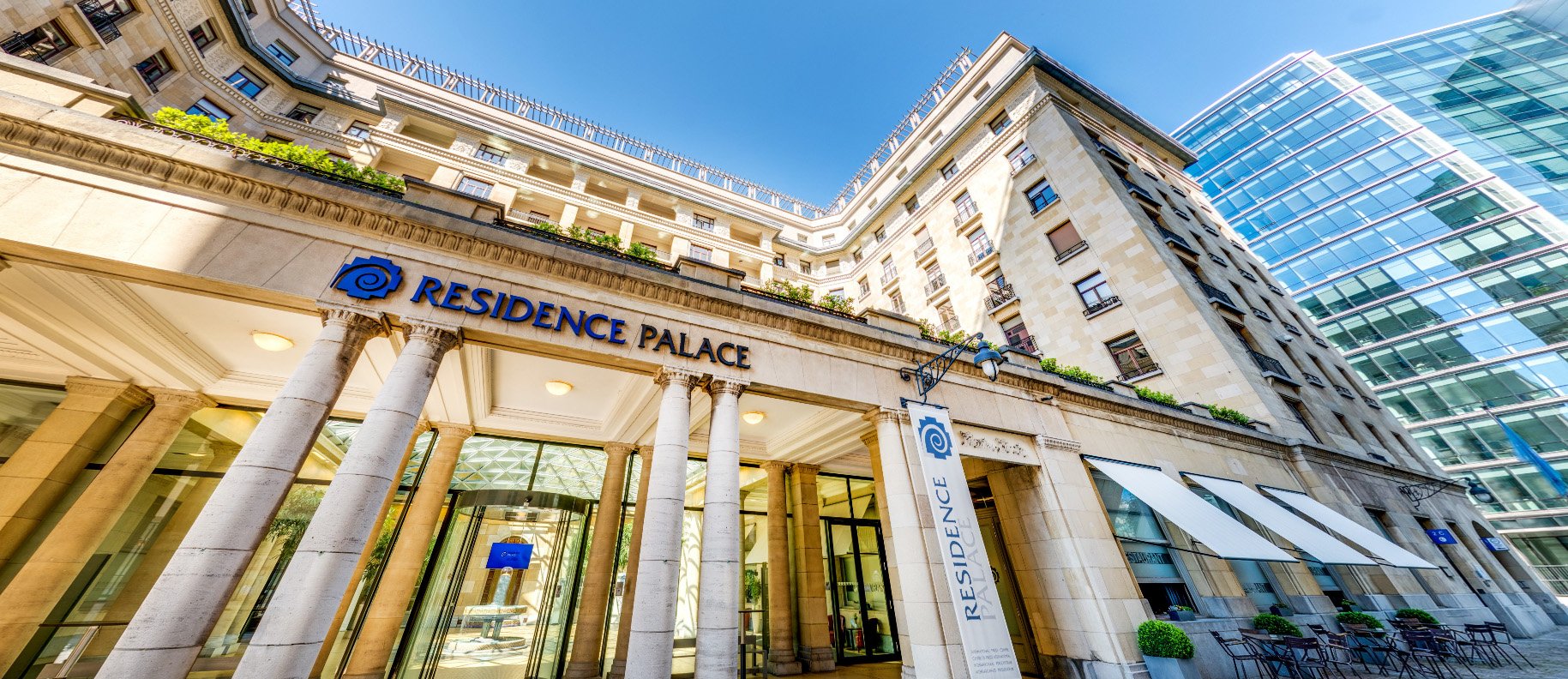
L’entrée du Résidence Palace, qui héberge le Centre de presse international